# Sergio Sagnotti (attore)
Sergio Sagnotti (Roma, 27 gennaio 1927 – Roma, 17 aprile 1980) è stato un attore e stuntman italiano.

## Biografia
È stato un attore, stuntman e maestro d'armi italiano attivo soprattutto tra gli anni '60 e '70. Ha lavorato in pellicole di genere wester in produzioni italiane ed internazionali.

## Filmografia
- Morgan il pirata, regia di André De Toth (1960)
- Barabba, regia di Richard Fleischer (1961)
- Il ladro di Bagdad, regia di Arthur Lubin (1961)
- La vendetta di Ursus, regia di Luigi Capuano (1961)
- Maciste nella terra dei ciclopi, regia di Antonio Leonviola (1961)
- Lo sparviero dei Caraibi, regia di Piero Regnoli (1962)
- Maciste l'eroe più grande del mondo, regia di Michele Lupo (1963)
- Il trionfo dei dieci gladiatori, regia di Nick Nostro (1964)
- Perché uccidi ancora, regia di Edoardo Mulargia (1965)
- I tre del Colorado, regia di Amando de Ossorio (1965)
- Una bara per lo sceriffo, regia di Mario Caiano (1965)
- Arizona Colt, regia di Michele Lupo (1966)
- Per una manciata d'oro, regia di Carlo Veo (1966)
- Le notti della violenza, regia di Roberto Mauri (1966)
- Perry Grant agente di ferro, regia di Luigi Capuano (1966)
- Un angelo per Satana, regia di Camillo Mastrocinque (1966)
- Navajo Joe, regia di Sergio Corbucci (1966)
- Un fiume di dollari, regia di Carlo Lizzani (1966)
- Vaya con dios, Gringo, regia di Edoardo Mulargia (1966)
- Cjamango, regia di Edoardo Mulargia (1967)
- T'ammazzo! Raccomandati a Dio, regia di Osvaldo Civirani (1968)
- Chiedi perdono a Dio...non a me, regia di Vincenzo Musolino (1968)
- O tutto o niente, regia di Guido Zurli (1968)
- Rose rosse per il führer, regia di Fernando Di Leo (1968)
- La taglia è tua... l'uomo l'ammazzo io!, regia di Edoardo Mulargia (1969)
- Arrivano Django e Sartana... è la fine, regia di Demofilo Fidani (1970)
- Un uomo chiamato Apocalisse Joe, regia di Leopoldo Savona (1970)
- Per una bara piena di dollari, regia di Demofilo Fidani (1971)
- W Django, regia di Edoardo Mulargia (1971)
- Rimase uno e fu la morte per tutti, regia di Edoardo Mulargia (1971)
- Sette scialli di seta gialla, regia di Sergio Pastore (1972)
- Il grande duello, regia di Giancarlo Santi (1972)
- Milano trema: la polizia vuole giustizia, regia di Sergio Martino (1973)
- Una matta, matta, matta corsa in Russia, regia di Franco Prosperi (1973)
- Dieci bianchi uccisi da un piccolo indiano, regia di Gianfranco Baldanello (1974)
- L'uomo della strada fa giustizia, regia di Umberto Lenzi (1975)
- Occhio alla vedova, regia di Sergio Pastore (1975)
- L'ultima volta, regia di Aldo Lado (1976)
- Il conto è chiuso, regia di Stelvio Massi (1976)
- Mark colpisce ancora, regia di Stelvio Massi (1976)
- Luca il contrabbandiere, regia di Lucio Fulci (1980)